# Ohio (rivier)
De Ohio is een zijrivier van de Mississippi en met een lengte van 1579 km en een stroomgebied van 526.000 km² op zichzelf al een van de grootste rivieren van de Verenigde Staten.
De samenvloeiing van de rivieren Allegheny en Monongahela in het centrum van de stad Pittsburgh in de staat Pennsylvania wordt hydrografisch beschouwd als het begin van de rivier. Verder stroomt deze rivier door de staten Ohio, West Virginia, Kentucky, Indiana en Illinois, of vormt ze de grens daarvan. Ze mondt uit in de Mississippi bij de stad Cairo in de staat Illinois.
Voornaamste zijrivieren zijn de Muskingum, Hocking, Scioto, Miami, Kanawha, Big Sandy, Kentucky, Green, Tennessee, Blue en Wabash.
Belangrijkste aan de rivier gelegen steden zijn Pittsburgh, Louisville en Cincinnati.
De vallei langs de Ohio werd gecultiveerd door inheemse bewoners, waaronder Lenape, Erie, Shawnee, Munsee, Susquehannock, Cherokee, Chickasaw, Yuichi en Iroquois. De Seneca gaven hem de naam "ohiyo", wat "mooie rivier" betekent.
Omdat de rivier de zuidelijke grens vormt van Ohio, Indiana en Illinois, maakte de Ohio in de jaren voor de Amerikaanse Burgeroorlog deel uit van de grens tussen vrije staten en slavenstaten. In  het decennium van 1850 tot 1860 was de rivier zeven keer volledig bevroren, wat zorgde voor een voorspelbare vluchtroute van de plantages naar het noorden van de VS via de Underground Railroad.
- Biblioteca Nacional de España: XX456472
- Library of Congress Control Number: sh85094289
- National Archives and Records Administration: 10045753
- Nationale Bibliotheek van Tsjechië: ge134364
- Nationale Bibliotheek van Israël: 987007543522205171
- Virtual International Authority File: 315526662
- WorldCat: E39PBJxxhHqChVd3TdwxHR3CwC